# جون دور
جون دور هو ممثل كندي، ولد في 2 نوفمبر 1975 في أوتاوا في كندا.

## أعمال

### مسلسلات
- كيف قابلت أمكما

## وصلات خارجية
- جون دور على موقع IMDb (الإنجليزية)
- جون دور على موقع ميوزك برينز (الإنجليزية)
- جون دور على موقع قاعدة بيانات الفيلم (الإنجليزية)